# Hans-Jürgen Bretschneider

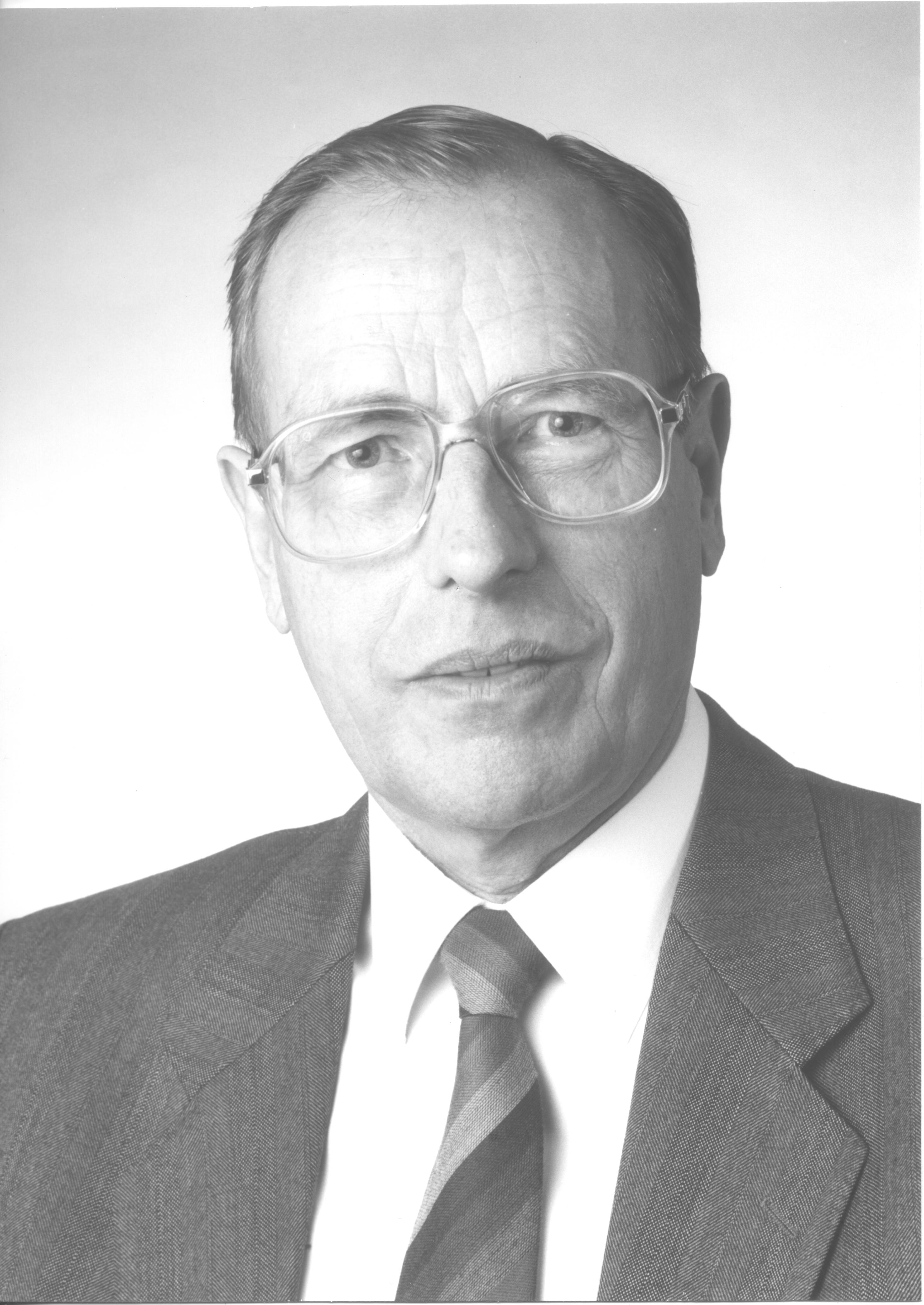
Hans-Jürgen Bretschneider, ca. 1990, Foto-Studio Hans Wilder, Göttingen - privat

Hans-Jürgen Bretschneider (* 30. Juli 1922 in Neubrandenburg; † 9. Dezember 1993) war ein deutscher Mediziner, der sich vor allem mit der Physiologie des Herzens befasste.

## Leben
Bretschneider studierte anfangs Schiffbau, dann Mathematik und schließlich Medizin an der Universität Göttingen. Er machte sowohl Abschlüsse in Mathematik (1950) als auch in Medizin (1952). Er war in Göttingen Assistent von Hermann Rein und Rudolf Schoen. 1968 habilitierte er sich in pathologischer Physiologie. 1960 wurde er Professor für experimentelle Chirurgie an der Universität zu Köln und 1968 Professor und Direktor des 1. Physiologischen Instituts der Universität Göttingen.
Er leitete in Göttingen erst den DFG Sonderforschungsbereich Kardiologie, dann den für Organtransplantation. Nach ihm ist die HTK-Lösung nach Bretschneider (Custodiol) benannt, die z. B. bei Kardioplegie und Organtransplantationen verwandt wird.
1983 erhielt er den Ernst Jung-Preis und 1993 die Albrecht-von-Haller-Medaille der Universität Göttingen. Er war Ehrenmitglied der Deutschen Gesellschaft für Thorax-, Herz- und Gefäßchirurgie und 1987 Vorsitzender der Deutschen Gesellschaft für Kardiologie, Herz- und Kreislaufforschung, deren Hans Jürgen Bretschneider Posterpreis nach ihm benannt ist. 1972 wurde er zum ordentlichen Mitglied der Göttinger Akademie der Wissenschaften und 1990 zum Mitglied der Deutschen Akademie der Naturforscher Leopoldina gewählt.

## Veröffentlichungen
- mit Hans H. Loeschcke: Physiologie und Patho-Physiologie. Grundlagen-Forschung und Therapie-Forschung (= Göttinger Universitätsreden. Heft 64). Vandenhoeck & Ruprecht, Göttingen 1979.
- Bretschneider HJ (1961) Sauerstoffbedarf und -versorgung des Herzmuskels. Verh Dtsch Ges Kreislaufforsch 27:32-59
- Bretschneider HJ (1964) Überlebenszeit und Wiederbelebungszeit des Herzens bei Normo- und Hypothermie. Verh Dtsch Ges Kreislaufforsch 30:11-34
- Bretschneider HJ (1980) Myocardial protection. Thorac Cardiovasc Surg 28:295-302